# Aïda Ballmann
Aïda Ballmann (El Hierro, 1985) es una actriz internacional, directora y productora canaria. Nació en la isla El Hierro, hija de alemanes; habla con fluidez alemán, español e inglés.

## Formación
Estudió Arte Dramático en Gijón y finalizó la carrera en Sevilla en 2009. Adicionalmente, se formó en diversas técnicas interpretativas, como la Meisner (en Alemania y España).

## Carrera
Su debut teatral se produjo con las compañías La Sonrisa del Lagarto, Fauna y Arte y La Carbonería de la Lola, habiendo participado con ellas en más de doce montajes. 
Ha trabajado igualmente como especialista en diversos montajes, destacando su participación en El Oro del Rin y La Valquiria de La Fura dels Baus. 
Su primer papel protagonista en un largometraje llegaría en 2012, a través de The Extraordinary Tale de JF Ortuño y Laura Alvea, rodado íntegramente en inglés. Esta actuación le llevó a ser galardonada como mejor actriz en el Festival de Cine Independiente de Cardiff  y en Film Bizarro, nominada a mejor actriz en los Premios de la Asociación de Guionistas de Cine de Andalucía (ASECAN)  y reseñada en revistas como Hollywood Reporter. 
También sería premiada como mejor actriz en el Festivalito  por el cortometraje Perséfone, y recibiría el Premio Leoncio Morales  por su contribución a la cultura de su isla natal, El Hierro.
Ha participado en gran número de series televisivas. Entre ellas Operación Barrio Inglés,  Una vida menos en Canarias,  Endlich Witwer,  Crossfire, Lo que escondían sus ojos,  El tiempo entre Costuras,  Águila Roja,  Brigada de Fenómenos  y Malviviendo. También ha protagonizado diversos largometrajes nacionales e internacionales, como: La Velocidad de nuestros Pensamientos  de Nacho Chueca, la producción germana Die Insel  de Lars Ostmann, El Gigante y la Sirena  de Roberto Chinet, Atlánticas  de Guillermo García López, Los europeos  de Víctor García León, Gleich  de Jeniffer Castañeda, La metamorfosis de Narciso, del director iraní Hamed Alizadeh o L´avia i el foraster  de Sergi Miralles, que fue además galardonado con cuatro premios en el Festival de Cine de Alicante.
De sus diversos cortometrajes, destaca Five Minutes, de Genesis Lence, y coprotagonizado con su hermana Serai Ballmann. Su estreno mundial fue en la sección Short Film Corner del 74.º Festival de Cine de Cannes , y su actuación le llevaría a ser nominada mejor actriz en VIFA 2022. 
Su debut como directora y productora se produjo con el documental Camino de Tierra (Sand Path ),  proyectado en más de cuarenta festivales, en el que trata el tema de la interculturalidad.

## Filmografía
| Título                                | Director                       | Personaje         | Año  |
| ------------------------------------- | ------------------------------ | ----------------- | ---- |
| L´avia i el foraster                  | Sergi Miralles                 | Julia             | 2024 |
| The metamorphosis of Narcissus        | Hamed Alizadeh                 | María             | 2024 |
| Gleich                                | Jeniffer Castañeda             | Ebba              | 2023 |
| Five Minutes (corto)                  | Genesis Lence                  | Aida              | 2021 |
| Los europeos (The Europeans)          | Víctor García León             | Erika             | 2020 |
| Sand Path                             | ella misma                     | ella misma        | 2018 |
| El Gigante y La Sirena                | Roberto Chinet                 | Lavinia           | 2017 |
| La velocidad de nuestros pensamientos | Nacho Chueca                   | Erika von Brücken | 2017 |
| Die Insel                             | Lars Ostmann                   | ella misma        | 2016 |
| Perséfone (corto)                     | Cándido Perez Armas            | Perséfone         | 2016 |
| La Paradoja de la Calle Real (corto)  | Selu Vega                      | Lucía             | 2015 |
| Golosinas (corto)                     | Iván López                     | Ana               | 2014 |
| Podredumbes (corto)                   | Juan Carlos Guerra             | Linda             | 2014 |
| The Extraordinary Tale                | Laura Alvea and José F. Ortuño | She               | 2013 |

## Televisión
| Título                     | Episodio               | Personaje      | Año  |
| -------------------------- | ---------------------- | -------------- | ---- |
| Una vida menos en Canarias | 2                      | Erin Kelly     | 2024 |
| Operación Barrio Inglés    | 8                      | señorita eva   | 2024 |
| Endlich Witwer 3           | Película de televisión | Señora Zindler | 2023 |
| Atlánticos                 | El Hierro y Clara Lago | Ser            | 2018 |
| Lo que escondían sus ojos  | 3                      | Hilda          | 2016 |
| Aire                       | 5                      | Brigitte       | 2015 |
| Brigada de fenomenos       | 1                      | Vampiro        | 2015 |
| Águila Roja                | 1                      | Espiar         | 2014 |
| El tiempo entre costuras   | 2                      | Anke Von Fries | 2013 |
| malviviendo                | 1                      | ruso           | 2011 |

## Teatro
| Título               | Compañía                 | Personaje               | Año  |
| -------------------- | ------------------------ | ----------------------- | ---- |
| Recetas para el Alma | La carbonería de la lola | Desaparecido en combate | 2021 |
| Principios           | Colectivo Amazonas       | La científica del amor  | 2020 |
| Mi vida con Pablo    | Microteatro Granada      | Reparto principal       | 2014 |
| Evidentemente        | Microteatro Sevilla      | Reparto principal       | 2012 |
| El oro del Rin       | Fura del Baus            | mujer aturdidora        | 2011 |
| Valquiría            | Fura del Baus            | mujer aturdidora        | 2010 |
| La Despedida         | La sonrisa del lagarto   | federica                | 2008 |
| Boneca               | La sonrisa del lagarto   | niña                    | 2006 |

## Premios
| Año  | Premio                                    | Categoría                                      | Trabajo                | Resultado | Referencia |
| ---- | ----------------------------------------- | ---------------------------------------------- | ---------------------- | --------- | ---------- |
| 2022 | VIFA                                      | Mejor actriz                                   | Five minutes           | Nominada  | [ 29 ]     |
| 2020 | Festival de Cine Regional del Sudeste     | Mejor finalista/corto documental de televisión | Camino de arena        | Nominada  | [ 30 ]     |
| 2015 | Festivalito                               | Mejor actriz                                   | Perséfone              | Ganadora  | [ 31 ]     |
| 2014 | ASECAN                                    | Mejor actriz                                   | The Extraordinary Tale | Nominada  | [ 32 ]     |
| 2014 | Festival Internacional de Cine de Cardiff | Mejor actriz                                   | The Extraordinary Tale | Ganadora  | [ 33 ]     |
| 2013 | Film Bizarro                              | Mejor actriz                                   | The Extraordinary Tale | Ganadora  | [ 34 ]     |